# Linia kolejowa Karapcziw – Czudej
Linia kolejowa Karapcziw – Czudej – linia kolejowa na Ukrainie łącząca stację Karapcziw ze ślepą stacją Meżyriczczia. Zarządzana jest przez dyrekcję iwano-frankiwską Kolei Lwowskiej (oddział ukraińskich kolei państwowych).
Znajduje się w obwodzie czerniowieckim. Linia na całej długości jest jednotorowa i niezelektryfikowana.
Współcześnie na linii nie są prowadzone regularne przewozy pasażerskie.

## Historia
Linia powstała w 1886 jako jedna z linii Bukowińskich Kolei Lokalnych. Początkowo linia leżała w Austro-Węgrzech. W latach 1918–1945 położona była w Rumunii, następnie w Związku Sowieckim (1945–1991). Od 1991 leży na Ukrainie.